# Jordi Monrós i Ibáñez
Jordi Monrós i Ibáñez (l'Hospitalet de Llobregat, 28 d'agost de 1965) és un polític català, actualment regidor i portaveu del grup municipal de Convergència Democràtica de Catalunya a l'Ajuntament de l'Hospitalet de Llobregat. D'altra banda, és associat i vicepresident del Partit Demòcrata Europeu Català a la vegueria Comarques de Barcelona. És casat i pare dues filles. Professionalment exerceix com a graduat social en una assessoria jurídica i laboral.

## Activitat política
Va ser militant de la Joventut Nacionalista de Catalunya des de 1983, i el 1996 va passar a ser-ho de Convergència. El 2000 va ser nomenat Secretari d'Organització de CDC a L'Hospitalet, i el 2004 va ser escollit president del Comitè Executiu Local del partit a la ciutat. El 2008 va anar com a número 24 de les llistes per Barcelona de Convergència i Unió al Parlament de Catalunya, i és regidor de l'Ajuntament de l'Hospitalet de Llobregat des de 2011. El 2012 va ser president del Comitè de Federació de Convergència i Unió (CiU). El 2014 va rellevar a Meritxell Borràs com a líder local de la formació, i el 2015 com a cap de llista i candidat a l'alcaldia de L'Hospitalet per CiU. A les eleccions del maig d'aquell any, CiU va obtenir un 5,9% dels vots que va significar un sol regidor, el mateix Monrós. El 2016, després de la refundació de CDC, va ser escollit com a vicepresident de la vegueria Comarques de Barcelona del Partit Demòcrata. En les eleccions Municipals del 2019 va repetir com a cap de llista de Junts per l'Hospitalet i va perdre la representació al Consistori. El 4 de setembre del 2020 va abandonar el PDeCAT per militar al partit de Puigdemont